# Antoni Guasch Carreté
Antoni Guasch i Carreté (Barcelona, 1913 - 1991) fou dirigent esportiu.
Va jugar a la UE Sant Andreu i posteriorment va formar part de la seva Junta Directiva, de la qual va ser president durant sis anys, de 1952 a 1958. Quan va deixar la presidència del Sant Andreu va entrar a la Federació Catalana de Futbol com a membre del seu Comitè Tècnic i a partir de la temporada 1961-62 va formar part de la seva Junta Directiva. Fins al 1973 va ser vocal, de 1973 a 1975, vicepresident, i a partir de 1975, president fins al 1989. Durant la seva presidència la federació va viure una gran expansió pel que fa al nombre de llicències i de clubs. Catalunya va ser una de les seus del Mundial de futbol de 1982 i es van inaugurar molts camps arreu del país. El 1979 va ser elegit membre de la Junta Directiva de la Reial Federació Espanyola de Futbol i posteriorment també membre del seu Comitè Executiu fins al 1988. De 1978 a 1985 també va ser membre de la comissió rectora de la Mutualitat de Futbolistes Espanyols i va formar part del Consell Directiu de la Unió de Federacions Esportives de Catalunya sota la presidència de Joan de la Llera Trens a finals dels anys 80. També va formar part de la Junta Directiva de l'Associació Catalana de Dirigents de l'Esport.